# Brachythecium mildeanum
Brachythecium mildeanum là một loài Rêu trong họ Brachytheciaceae. Loài này được (Schimp.) Schimp. mô tả khoa học đầu tiên năm 1862.